# شورای رهبری انقلاب (عراق)

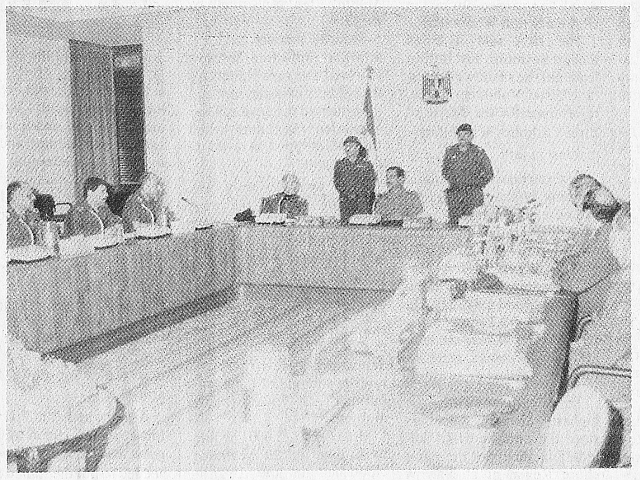
شورای فرماندهی انقلاب

شورای فرماندهی انقلاب عراق پس از کودتای نظامی در سال ۱۹۶۸ تأسیس شد و قبل از حمله به رهبری آمریکا در سال ۲۰۰۳، نهادی بود که تصمیم‌گیری نهایی در عراق را برعهده داشت. این نهاد از اختیارات اجرایی و قانونگذاری در این کشور برخوردار بود و رئیس و نایب رئیس آن با اکثریت دو سوم شورا انتخاب می‌شدند. سپس رئیس آن به عنوان رئیس‌جمهور عراق اعلام شد و سپس به او اجازه داده شد تا یک معاون رئیس‌جمهور  انتخاب کند. پس از آنکه صدام حسین در سال ۱۹۷۹ رئیس‌جمهور عراق شد، این شورا توسط عزت ابراهیم الدوری، نایب رئیس، طارق عزیز، معاون نخست‌وزیر و طاها یاسین رمضان، که صدام را از دهه ۱۹۶۰ می‌شناخت، رهبری می‌شد. قوه مقننه متشکل از شورای فرماندهی انقلاب، کنگره ملی و یک شورای قانونگذاری کردی ۵۰ نفره بود که کشور را اداره می‌کرد. صدام در دوران ریاست جمهوری خود رئیس شورای فرماندهی انقلاب و رئیس‌جمهور بود. از دیگر اعضای این شورا عبارتند از صلاح عمر العلی که از سال ۱۹۶۸ تا ۱۹۷۰ این پست را برعهده داشت، یکی از برادران ناتنی صدام، برزان ابراهیم التکریتی، طه یاسین رمضان، عدنان خیرالله، سعدون شاکر محمود، طارق عزیز عیسی، بود. حسنعلی نصر نمیری، نعیم حمید حداد و طاها محی الدین معروف. این شورا بر اساس فرمان شماره ۲ اقتدار موقت ائتلاف ، در سال ۲۰۰۳ توسط پل برمر رسماً منحل شد.